# Wiesenbach (Rhein-Neckar)
Wiesenbach là một xã nằm ở huyện Rhein-Neckar-Kreis, thuộc bang Baden-Württemberg của Đức.

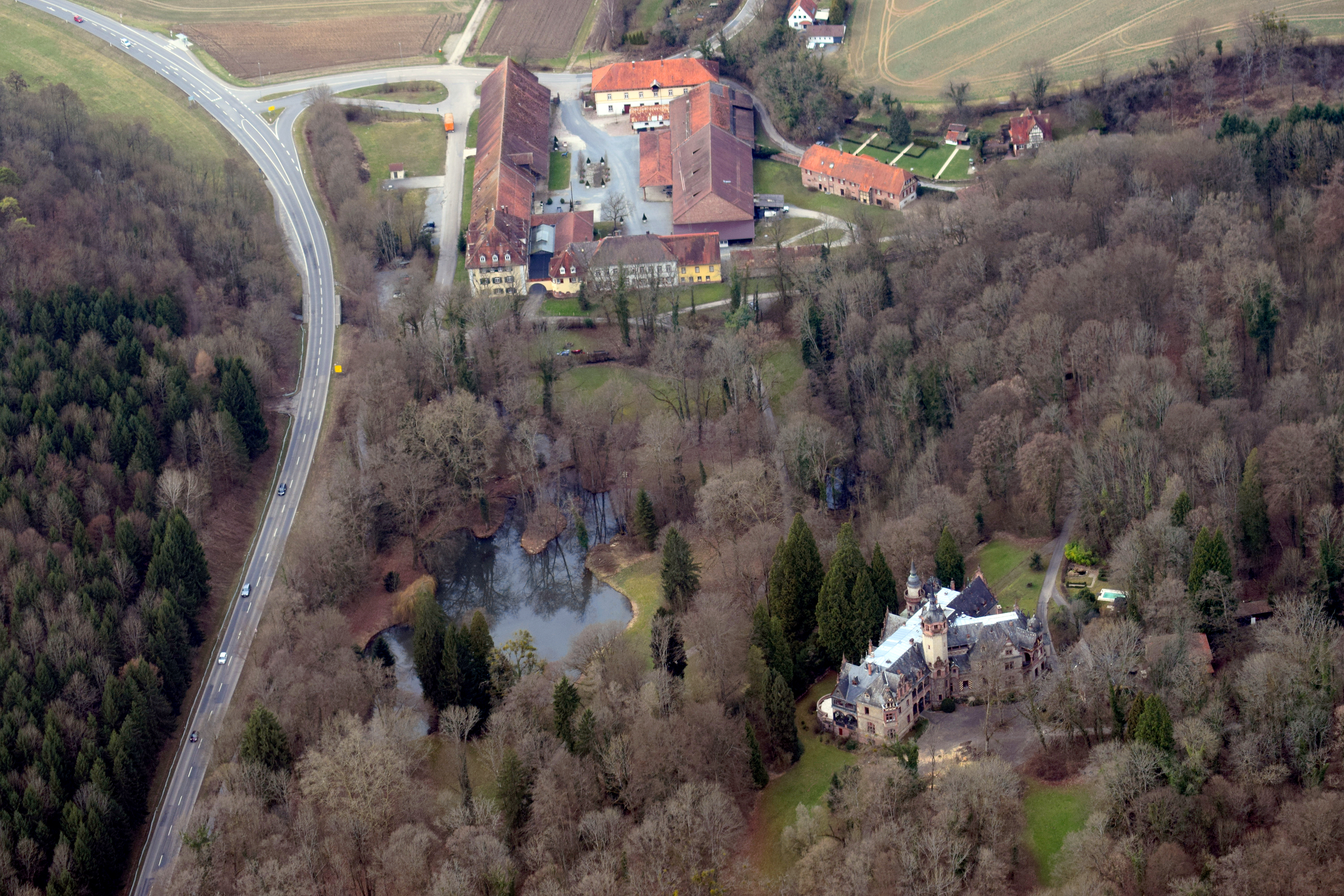
Lâu đài Cũ và Mới ở Langenzell, cả hai đều thuộc về Wiesenbach